# Konverteringsgrad
Konverteringsgrad är ett begrepp som främst används inom digital marknadsföring som ett mått på den andel besökare som genomför en handling. Konverteringsgrad beräknas när ett företag vill få reda på om dess försäljning, eller marknadsföringskampanjer är effektiva. Eftersom konverteringsgraden tillsammans med antalet besökare är de två enskilda faktorer som man kan påverka för att öka sin försäljning, har många företag av naturliga skäl ett stort intresse av att mäta och förbättra dessa siffror. Konverteringsgrad är, enkelt uttryckt, en kvantifiering av hur bra försäljningen går.
Speciellt intressant kan det vara att studera konverteringsgrad när man genomför förändringar på en webbplats eller i en nätbutik. Även vid så kallad ”split testing” (man testar och ställer minst två olika alternativ mot varandra) kan konverteringsgraden vara bra att känna till. 
Konverteringsgraden räknas ut genom att dividera antalet unika besökare till en enskild sida (ex. startsidan på en webbplats, eller en produktsida i en nätbutik) med antalet unika besökare som genomförde en viss handling (ex. antalet unika besökare som slutförde ett köp).  
Exempel:
3500 unika besökare har besökt produktsida A i en nätbutik, under de senaste 7 dagarna.  
120 av dessa unika besökare, genomförde en transaktion från produktsida A under de senaste 7 dagarna.  
För att räkna ut Konverteringsgraden dividerar du antalet besökare som slutfört ett köp (120st) med antalet unika besökare till produktsida A (3500st).  
Uträkningen:
120 (genomförda transaktioner) / 3500 (unika besökare) = 0.0342*100 = 3.42%  
Produktsida A har alltså en konverteringsgrad på 3.42% — vilket betyder att du kan förutspå att ca 3.42% av alla besökare som besöker produktsida A kommer att genomföra ett köp.  
Genom att räkna ut konverteringsgraden kan du få ett mått på hur effektiv din webbsida eller nätbutik är på att skapa intäkter, och bättre förutspå framtida intäkter.  

## Ett mått på framgång?
Anledningen till att man använder sig av konverteringsgrad är att det är den enskilt bästa faktorn att se till, för att avgöra kvalitén på en webbsida. Måttet sammanfattar och manifesterar resultatet av en webbsidas användarvänlighet, prestanda, bekvämlighet/tillgänglighet, effektiv annonsering och rykte. Av den anledningen ger måttet helt enkelt en lättöverskådlig bild av hur ”bra” en e-butik eller annan webbplats är.
Det finns dock undersökningar som pekar mot att konverteringsgrad inte alls är ett särskilt bra mått på framgång. En undersökning genomförd 2009 med 241 respondenter som brukade handla på Amazon, visade att 98,9 % av dem någon gång hade fyllt en digital varukorg utan att genomföra köpet. 74,2 % svarade dock att de hade återvänt eller skulle återvända till sajten för att slutföra köpet. Studien tyder på att en låg konverteringsgrad inte nödvändigtvis behöver ha med nätbutikens egenskaper att göra, utan att det mycket väl kan vara en del av ett naturligt köpbeteende på internet.
Det är viktigt att tänka på att det är svårt att ta fram en standardiserad konverteringsgrad på grund av den stora mängden faktorer som spelar in. Därför är det viktigt att enbart jämföra med den egna konverteringsgraden.

## Formel och påverkande faktorer
```

  

    

      

        

          

            
Konverteringsgrad

          

        

        
=

        

          

            

              
Antal konverteringar

            

            

              
Antal besökare

            

          

        

      

    

    
{\displaystyle {\mbox{Konverteringsgrad}}={\frac {\mbox{Antal konverteringar}}{\mbox{Antal besökare}}}}

  

```

Eftersom det är en ganska smal sak att beskriva just själva ekvationen, kan det vara av större intresse att undersöka vilka faktorer som faktiskt påverkar den. En studie genomförd vid Graduate University of Chinese Academy of Science har gjort just det. Bland annat undersökte man följande parametrar:
- Produkttyp. Man bekräftade att produkttypen har stor betydelse för konverteringsgraden, något som kan tyda på att en del produkter lämpar sig för e-handel medan andra passar bättre i en fysisk butik.
- Pris. Föga överraskande kom man fram till att priset står i negativ relation till konverteringsgraden: ju högre pris desto sämre konvertering. Detta är förmodligen en regel med många undantag, men faktum är att det säljs många böcker online, men inte särskilt mycket båtar.
- Rykte. Ett bra och starkt rykte är positivt för konverteringsgraden. Förvånande nog var ett dåligt rykte inte särskilt negativt.
- Bilder. Att visa många bilder på objektet till salu varken ökade eller minskade konverteringsgraden nämnvärt.